# The Hive Stadium
The Hive Stadium is een stadion in Canons Park, in het district Harrow, Londen. Het stadion biedt plaats aan 5.176 toeschouwers, waarvan 3.434 zitplaatsen. Het stadion vormt de thuisbasis voor voetbalclub Barnet en voor rugbyclub London Broncos. Naast deze twee teams maakt ook London Bees, het vrouwenelftal van Barnet gebruik van het stadion.  
Het recordaantal toeschouwers van 5.233 supporters werd bereikt op 25 april 2015, toen Barnet speelde tegen Gateshead. In deze wedstrijd kon Barnet namelijk directe promotie afdwingen naar de Football League Two. Barnet won de wedstrijd en komt dientengevolge in het seizoen 2015-16 uit in de League Two.